# Mikael Gilljam
Per Axel Mikael Gilljam, född 6 april 1957, är en svensk professor i statsvetenskap vid Göteborgs universitet.

## Verk i urval
- Gilljam, Mikael; Hermansson, Jörgen, red (2003). Demokratins mekanismer (1. uppl.). Malmö: Liber. Libris 9059281. ISBN 91-47-07275-X
- Ljungberg, Elisabet, red (2000). Folkomröstning – en lokal fråga?. DMI skrift, 1404-3513 ; 2. Sundsvall: Demokratiinstitutet. Libris 8237113
- Gilljam, Mikael; Jodal, Ola; Cliffordson, Oskar (2003). Demokratiutveckling i svenska kommuner [Elektronisk resurs. D. 1, En kartläggning av vad som har gjorts]. Göteborg: Centrum för forskning om offentlig sektor (CEFOS), Univ. Libris 10075304. http://www.cefos.gu.se/digitalAssets/1268/1268473_demisvkom1.pdf
- Gilljam, Mikael; Jodal, Ola; Cliffordson, Oskar (2003). Demokratiutveckling i svenska kommuner. D. 1, En kartläggning av vad som har gjorts. Göteborg: Centrum för forskning om offentlig sektor (CEFOS), Univ. Libris 9348180
- Gilljam, Mikael; Jodal, Ola; Cliffordson, Oskar (2004). Demokratiutveckling i svenska kommuner. D. 2, Förklaringar till skillnader mellan kommunerna. Göteborg: Centrum för forskning om offentlig sektor (CEFOS), Göteborgs universitet. Libris 9726373
- Gilljam, Mikael; Jodal, Ola (2005). Demokratiutveckling i svenska kommuner. D. 3, Kommunala demokratisatsningar - vägen till en mer vital demokrati?. Göteborg: Centrum för forskning om offentlig sektor (CEFOS), Göteborgs universitet. Libris 9963494
- Gilljam, Mikael; Holmberg, Sören; Bennulf, Martin (1996). Ett knappt ja till EU: väljarna och folkomröstningen 1994. Valundersökningar, 0347-9366 ; 16 (1. uppl.). Stockholm: Norstedts juridik. Libris 7269487. ISBN 91-39-00020-6
- Gilljam, Mikael; Asp, Kent; Holmberg, Sören (1990). Rött blått grönt: en bok om 1988 års riksdagsval. Valundersökningar, 0347-9366 ; 12. Stockholm: Bonnier. Libris 8350265. ISBN 91-34-51124-5
- Gilljam, Mikael; Asp, Kent; Holmberg, Sören (1990). Rött, blått, grönt: en sammanfattning av några resultat från 1988 års valundersökning. Stockholm: Statistiska centralbyrån. Libris 916688
- Gilljam, Mikael; Nilsson, Lennart (1984). Svenska folket och den offentliga sektorn. Forskningsrapport / Statsvetenskapliga institutionen, Göteborgs universitet, 0282-311X ; 1984:2. Göteborg: Göteborgs univ., Statsvetenskapliga institutionen. Libris 498290
- Gilljam, Mikael (1988). Svenska folket och löntagarfonderna: en studie i politisk åsiktsbildning. Göteborg studies in politics, 0346-5942 ; 15Politisk orientering, 99-0128565-8. Lund: Studentlitteratur. Libris 8353444. ISBN 91-44-27991-4
- Gilljam, Mikael; Holmberg, Sören (1998). Sveriges första europaparlamentsval. Valundersökningar, 0347-9366 ; 17Norstedts utbildning, 99-2491153-9 (1. uppl.). Stockholm: Norstedts juridik. Libris 7269884. ISBN 91-39-20116-3
- Gilljam, Mikael; Holmberg, Sören; Bennulf, Martin (1991). Valundersökning 1988: teknisk rapport. Valundersökningar, 0347-9366 ; 13. Stockholm: Statistiska centralbyrån. Libris 7440164. ISBN 91-618-0279-4
- Gilljam, Mikael; Holmberg, Sören (1993). Väljarna inför 90-talet. Valundersökningar, 0347-9366 ; 14 (1. uppl.). Stockholm: Norstedts juridik. Libris 7267555. ISBN 91-38-50189-9
- Gilljam, Mikael; Holmberg, Sören (1993). Väljarna inför 90-talet: en sammanfattning av några resultat från 1991 års valundersökning. Stockholm: Statistiska centralbyrån (SCB). Libris 1701730
- Gilljam, Mikael; Holmberg, Sören (1995). Väljarnas val. Norstedts juridik, 99-1864390-0Valundersökningar, 0347-9366 ; 15 (1. uppl.). Stockholm: Fritze. Libris 7267683. ISBN 91-38-50504-5
- Gilljam, Mikael; Holmberg, Sören (1996). Väljarnas val: en sammanfattning av några resultat från 1994 års valundersökning. Stockholm: Statistiska centralbyrån. Libris 2159668
- Holmberg, Sören; Nordlöf, Hans; Gilljam, Mikael (1985). Folkomröstningsundersökningen 1980: teknisk rapport. Valundersökningar, 0347-9366 ; 7. Stockholm: Statistiska centralbyrån. Libris 498800
- Holmberg, Sören; Gilljam, Mikael (1985). Valundersökning 1982: teknisk rapport. Valundersökningar, 0347-9366 ; 9. Stockholm: Statistiska centralbyrån. Libris 524592
- Holmberg, Sören; Gilljam, Mikael; Oskarson, Maria (1988). Valundersökning 1985: teknisk rapport. Valundersökningar, 0347-9366 ; 11. Stockholm: Statististiska centralbyrån. Libris 7440146. ISBN 91-618-0255-7
- Holmberg, Sören; Gilljam, Mikael (1987). Väljare och val i Sverige. Valundersökningar, 0347-9366 ; 10. Stockholm: Bonnier. Libris 7247076. ISBN 91-34-50901-1
- Holmberg, Sören; Gilljam, Mikael (1987). Väljare och val i Sverige: en sammanfattning av några resultat från 1985 års valundersökning. Stockholm: Statistiska centralbyrån (SCB). Libris 723108
- Metodpraktikan: konsten att studera samhälle, individ och marknad (2., [rev.] uppl.). Stockholm: Norstedts juridik. 2003. Libris 8848459. ISBN 91-39-10611-X
- (på flera språk) Politikermisstro: NK tema. Nordisk kontakt, 0468-3412 ; 1995:[suppl.] 1. Stockholm: Nordiska Rådet. 1995. Libris 2016234
- Todal Jenssen, Anders; Pesonen, Pertti; Gilljam, Mikael, red (1998) (på engelska). To join or not to join: three Nordic referendums on membership in the European Union. Oslo: Scandinavian University Press. Libris 7167876. ISBN 82-00-12843-1
- Bäck, Hanna; Gilljam, Mikael, red (2006). Valets mekanismer (1. uppl.). Malmö: Liber. Libris 10210383. ISBN 91-47-08626-2